# Bryan Acosta
Bryan Josué Acosta Ramos (La Ceiba, 24 de novembro de 1993) é um futebolista hondurenho que atua como meio-campo. Atualmente, joga pelo Colorado Rapids.

## Seleção nacional
Bryan Acosta fez parte do elenco da Seleção Hondurenha de Futebol nas Olimpíadas de 2016, sendo o capitão da equipe.